# Liste der Kulturdenkmale in Ahrensbök
In der Liste der Kulturdenkmale in Ahrensbök sind alle Kulturdenkmale der schleswig-holsteinischen Gemeinde Ahrensbök (Kreis Ostholstein) und ihrer Ortsteile aufgelistet (Stand: 10. März 2025).

## Legende
In den Spalten befinden sich folgende Informationen:
- Objekt-ID: die Nummer des Kulturdenkmales
- Lage: die Adresse des Kulturdenkmales und die geographischen Koordinaten. Kartenansicht, um Koordinaten zu setzen. In der Kartenansicht sind Kulturdenkmale ohne Koordinaten mit einem roten Marker dargestellt und können in der Karte gesetzt werden. Kulturdenkmale ohne Bild sind mit einem blauen Marker gekennzeichnet, Kulturdenkmale mit Bild mit einem grünen Marker.
- Offizielle Bezeichnung: Bezeichnung des Kulturdenkmales
- Beschreibung: die Beschreibung des Kulturdenkmales
- Bild: ein Bild des Kulturdenkmales

## Sachgesamtheiten
| Objekt-ID      | Lage                                            | Offizielle Bezeichnung          | Beschreibung | Bild                             |
| -------------- | ----------------------------------------------- | ------------------------------- | --- | -------------------------------- |
| 40668 Wikidata | Kirchstraße 16, 18 (54° 0′ 2″ N, 10° 28′ 58″ O) | Kirche St. Katharinen           | Sachgesamtheit Kirche St. Katharinen; Ensemble aus neuromanischer Backsteinkirche von 1883 mit dem älteren umgebenden Kirchhof und dem zugehörigem Pastorat der 1820er Jahre - Begründung: geschichtlich, künstlerisch, städtebaulich - Schutzumfang: Kirche St. Katharinen mit Ausstattung, Kirchhof, Pastorat | BW                               |
| 40667 Wikidata | Lübecker Straße (54° 0′ 30″ N, 10° 34′ 20″ O)   | Kirche St. Marien               | Aktualisierung vorgesehen - Begründung: geschichtlich, künstlerisch, städtebaulich, Kulturlandschaft prägend - Schutzumfang: Kirche St. Marien mit Ausstattung, Kirchhof, Grabmale bis 1870, Mausoleum Pudbres-Schiller, Mausoleum Voss, Gruft Hennings, Lindenkranz | weitere Fotos \| Fotos hochladen |
| 38951          | Schwinkenrade 8 (53° 57′ 58″ N, 10° 36′ 49″ O)  | Forstdienstgehöft Schwinkenrade | Forstdienstgehöft Schwinkenrade; 1845–46; hofartig angelegte Bautengruppe um das ehem. Forsthaus, ein breitgelagerter Backsteinbau mit Mittelzwerchhaus und hartem Halbwalmdach, die * zugehörigen Nebengebäude, das ehem. Backhaus und der ehem. Pferdestall in Fachwerk mit Backsteinausfachung, unterschiedliche Dachformen und -Materialien - Begründung: geschichtlich, Kulturlandschaft prägend - Schutzumfang: ehem. Forsthaus, ehem. Pferdestall, Backhaus | BW                               |

## Gründenkmale
| Objekt-ID      | Lage                                          | Offizielle Bezeichnung | Beschreibung | Bild            |
| -------------- | --------------------------------------------- | ---------------------- | --- | --------------- |
| 19404 Wikidata | Lübecker Straße (54° 0′ 30″ N, 10° 34′ 18″ O) | Kirchhof               | Alteintragung (Aktualisierung vorgesehen) - Begründung: geschichtlich, künstlerisch, Kulturlandschaft prägend - Schutzumfang: Kirchhof, Grabmale bis 1870, Mausoleum Pudbres-Schiller, Mausoleum Voss, Gruft Hennings, Lindenkranz - Denkmaltyp: Gründenkmal, Sachgesamtheit: Kirche St. Marien | Fotos hochladen |
| 19408 Wikidata | Plöner Straße (54° 0′ 43″ N, 10° 34′ 23″ O)   | Wallallee (Linden)     | Alteintragung (Aktualisierung vorgesehen) - Begründung: geschichtlich, städtebaulich - Schutzumfang: gesamtes Objekt - Denkmaltyp: Gründenkmal | Fotos hochladen |
| 20911 Wikidata | Poststraße 1 (54° 0′ 45″ N, 10° 34′ 19″ O)    | Gartenallee (Linden)   | Alteintragung (Aktualisierung vorgesehen) - Begründung: geschichtlich, städtebaulich - Schutzumfang: gesamtes Objekt - Denkmaltyp: Gründenkmal | Fotos hochladen |
| 13710          | Steindamm 8 (53° 59′ 27″ N, 10° 34′ 26″ O)    | Garten                 | Alteintragung (Aktualisierung vorgesehen) - Begründung: geschichtlich, Kulturlandschaft prägend - Schutzumfang: Garten, Eisentor - Denkmaltyp: Gründenkmal | BW              |

## Quelle
- Liste der Kulturdenkmale in Schleswig-Holstein – Kreis Ostholstein (PDF)

- Karte mit allen Koordinaten:
- OSM |
- WikiMap